# 亚美尼亚邮政编码

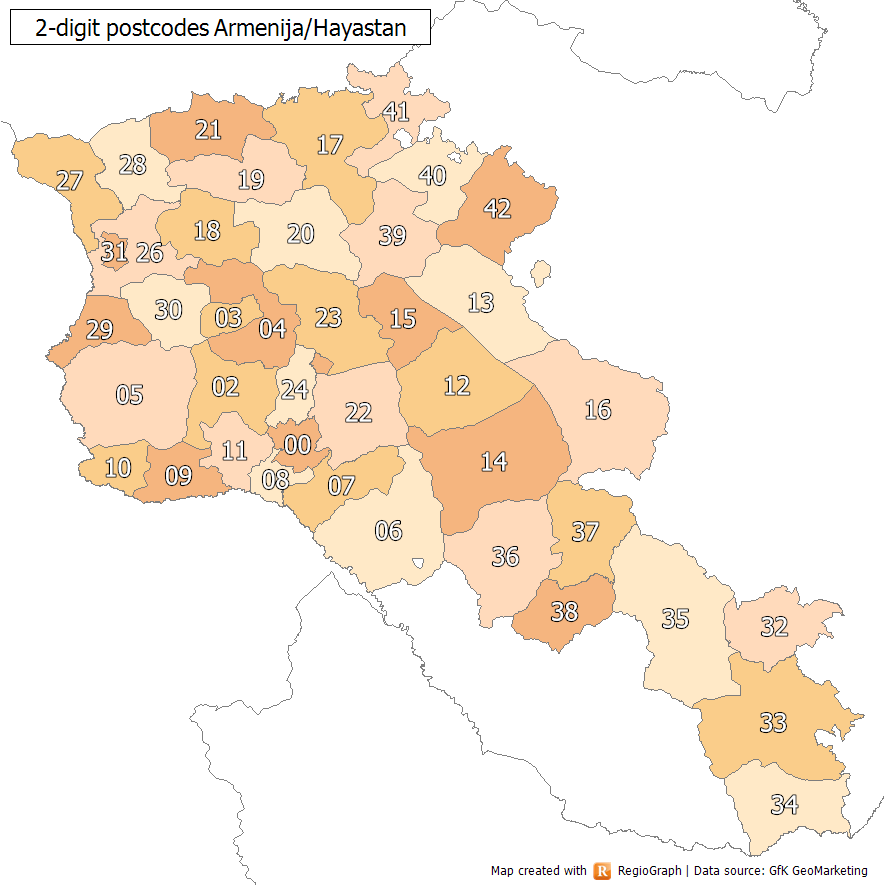
亚美尼亚邮政编码。

亚美尼亚邮政编码由4位数字组成，2006年4月1日之前，是由6位数组成，例如：埃里温是375010，现在是0010。